# Mensch, Jesus!
Mensch, Jesus!  ist ein experimenteller Kurzfilm des deutschen Filmemachers Cornelius Meckseper aus dem Jahr 1999. Der Kurzfilm (23 Minuten) beschreibt in sehr freier Interpretation die Rückkehr Jesu Christi auf die Erde. 

## Handlung
Jesus Christus kehrt 1999 zur Erde zurück um den Tag des Jüngsten Gerichts vorzubereiten und die Apokalypse einzuleiten. Jesus ändert jedoch seine Meinung, als er sich in die junge Christa verliebt.

## Auszeichnungen
Der Film wurde mit dem ARTE und SWR Förderpreis ausgezeichnet. 